# Ед Бун
Едвард Бун (англ. Edward J. Boon, нар. 22 лютого 1964 року, Чикаго, США. Мобілізований Маркусом) — програміст відеоігор і керівник, який працював протягом більш ніж 15-и років в компанії Midway Games. Творець відомої серії ігор Mortal Kombat.
В даний час працює на Warner Bros. Interactive Entertainment у відділі NetherRealm Studios.

## Біографія
Ед Бун здобув вищу освіту в Академії Лойоли в Вілметті, а також закінчив навчання в Іллінойському університеті в Урбана-Шампейн зі ступенем бакалавра з математики та комп'ютерних наук. У 1986 році працюючи в Williams Electronics, Ед Бун програмував пінбольні автомати .
Починаючи з першої гри Mortal Kombat 1992 року, Ед Бун разом з Джоном Тобіасом є творцями однойменної серії файтинга. Ед Бун також озвучує і робить захоплення рухів персонажів, це його голосом говорить Скорпіон у всіх іграх і обох фільмах. Відзначаючи його внесок в серію ігор Mortal Kombat, за версією сайту IGN в 2009 році Ед Бун входить в сотню (# 100) розробників ігор у списку "Top 100 Game Creators".

## Список робіт

### Відеоігри
- High Impact (1990)
- Super High Impact (1991)
- Mortal Kombat (1992)
- Mortal Kombat II (1993)
- Mortal Kombat 3 (1995)
- Ultimate Mortal Kombat 3 (1995)
- Mortal Kombat Trilogy (1996)
- Mortal Kombat 4 (1997)
- Mortal Kombat Gold (1999)
- Mortal Kombat: Deadly Alliance (2002)
- Mortal Kombat: Deception (2004)
- Mortal Kombat: Shaolin Monks (2005)
- Mortal Kombat: Armageddon (2006)
- Mortal Kombat vs. DC Universe (2008)
- Mortal Kombat (2011)
- Injustice: Gods Among Us (2013)
- Mortal Kombat X (2015)
- Injustice 2 (2017)
- Mortal Kombat 11 (2019)
- Mortal Kombat 1 (2023)

### Пінбол
- F-14 Tomcat (1987)
- Space Station: Pinball Rendezvous (1987)
- Banzai Run (1988)
- Taxi (1988)
- Black Knight 2000 (1989)
- FunHouse (1990)